# コスモス482号
コスモス482号（ロシア語: Космос-482、ラテン文字表記の例: Kosmos 482, Cosmos 482）は、1972年にソビエト連邦が打上げた宇宙機である。金星探査機として宇宙待機軌道へ打上げたが、金星へ向かう軌道投入に失敗してコスモス衛星と命名された。

## 飛行
コスモス482号は1972年3月31日に、ソユーズロケットに搭載してバイコヌール宇宙基地から打ち上げられた。探査機は宇宙待機軌道へ投入後、金星遷移軌道へ移動するためにロケットを噴射した。衛星とロケットは4つの物体に分裂し、うち2つは48時間以内に地球大気圏へ突入、残り2つは高度210x9800 キロメートル (km) の地球周回楕円軌道へ投入された。しかしロケット噴射中に何らかの異常が発生し、地球周回軌道からの脱出に失敗した。
1972年4月3日にニュージーランドに複数の直径38 センチメートル (cm) のチタン合金製タンクが落下した。これはコスモス482号に関連するものであると考えられる 。
コスモス482号打上げ4日前には姉妹機・ベネラ8号が打ち上げられていたが失敗した当機と異なり、ベネラ8号は1972年7月に金星表面へ到達して観測データの送信に成功した。
コスモス482号はのちに本体と着陸機が別々に分離し、本体は1981年5月5日に地球大気圏へ落下したが、着陸機は50年以上も楕円軌道を迷走した。着陸機は直径1m、重量495kgで金星着陸に必要な耐熱構造を備えているため、落下時は大部分が大気圏内で燃え尽きるものの、残りの部分は落下すると見込まれた。
2025年5月10日、ロシア国営宇宙企業ロスコスモスが、コスモス482号はモスクワ時間9時24分（日本時間15時24分）に大気圏に再突入し、ジャカルタ西方のインド洋に落下したと発表した。ただし、これは計算にもとづく推定であり、正確な再突入地点や地表・海面まで到達したかどうかは不明のままである。